# Thoracibidion galbum
Thoracibidion galbum là một loài bọ cánh cứng trong họ Cerambycidae.